# Steven Bauer
 (mars 2019).
Si vous disposez d'ouvrages ou d'articles de référence ou si vous connaissez des sites web de qualité traitant du thème abordé ici, merci de compléter l'article en donnant les références utiles à sa vérifiabilité et en les liant à la section « Notes et références ».
Pour les articles homonymes, voir Bauer.
Esteban Ernesto Echevarría Samson, dit Steven Bauer, est un acteur et producteur de cinéma américano-cubain, né le 2 décembre 1956 à La Havane (Cuba).

## Biographie
Steven Bauer est d'ascendance cubaine, allemande et italienne. C'est son rôle de Manny Ribera dans Scarface qui le fait connaître. Depuis, les quelques films qu'on peut retenir de sa filmographie sont La Bête de guerre, Peur primale ou plus récemment Traffic.
Il a été le mari de l'actrice Melanie Griffith entre 1981 et 1987 (ils ont un fils prénommé Alexander). Il a également interprété le rôle de Don Eladio dans la série télévisée Breaking Bad et tenu le rôle d'Avi Rudin dans la série Ray Donovan.

## Filmographie

### Comme acteur

#### Au cinéma
- 1983 : Scarface, de Brian De Palma : Manny Ribera
- 1984 : Voleur de désirs (Thief of Hearts) de Douglas Day Stewart : Scott Muller
- 1984 : Body Double, de Brian De Palma : directeur assistant dans Holly Does Hollywood
- 1986 : Deux Flics à Chicago (Running Scared), de Peter Hyams : le détective Frank Sigliano
- 1988 : Wildfire, de Zalman King : Frank
- 1988 : La Bête de guerre (The Beast of War), de Kevin Reynolds : Taj
- 1989 : Skate Rider (en) (Gleaming the Cube) de Graeme Clifford : Al Lucero
- 1991 : Extrême poursuite (A Climate for Killing) de J.S. Cardone : Paul McGraw
- 1992 : L'Esprit de Caïn (Raising Cain), de Brian De Palma : Jack Dante
- 1993 : Woman of Desire de Robert Ginty : Jonathan Ashby / Ted Ashby
- 1993 : Snapdragon (en), de Worth Keeter : David
- 1993 : Red Shoe Diaries 2: Double Dare (vidéo) : The Man / Michael (segment Safe Sex)
- 1994 : Terminal Voyage (en) : Reese
- 1994 : Mauvaise Conduite : Sam
- 1994 : Stranger by Night (en) de Gregory Dark (en) : Bobby Corcoran
- 1995 : L'Implacable (Codename: Silencer), de Talun Hsu : Vinnie Rizzo
- 1995 : Wild Side de Donald Cammell : Tony
- 1996 : Peur primale (Primal Fear), de Gregory Hoblit : Joey Pinero
- 1996 : Navajo Blues de Joey Travolta : Nick Epps / John Cole
- 1997 : Kickboxing Academy de Richard Gabai : Carl
- 1997 : Miami, de Migel Delgado
- 1997 : The Blackout, d'Abel Ferrara : un acteur de Mickey's Studio
- 1997 : Plato's Run de James Becket : Sam
- 1998 : Star Portal de Jon Purdy : Dr Ray Brady
- 1998 : The Versace Murder (en) de Menahem Golan : l'agent du FBI John Jacoby
- 1998 : Naked Lies de Ralph Portillo : Kevin Dowd
- 2000 : Glory Glory (en) de Paul Matthews : Jack
- 2000 : El Grito de Gabriel Beristain : Ibarra
- 2000 : Warm Texas Rain de Daniel Rogosin (vidéo) : Rush
- 2000 : Coup de foudre pour toujours (Forever Lulu), de John Kaye : Lou
- 2000 : Rave (en) de Ron Krauss : Antonio
- 2000 : Traffic, de Steven Soderbergh : Carlos Ayala
- 2001 : Speed Limit de Steven Jack : Jeff
- 2001 : The Learning Curve (en) d'Eric Schwab : Mark York
- 2002 : Malevolent de John Terlesky : le capitaine Greg Pruitt
- 2003 : Masked and Anonymous, de Larry Charles : Edgar
- 2003 : Nola (en) d'Alan Hruska : Leo
- 2004 : Raptor Island de Stanley Isaacs : Azir
- 2004 : Doing Hard Time (en) (vidéo) : le détective Anthony Wade
- 2004 : Casaway (en) : le lieutenant Wake
- 2005 : The Nowhere Man de Dustin Rikert
- 2005 : How the Garcia Girls Spent Their Summer (en) de Georgina Riedel : Victor Reyes
- 2005 : Keeper of the Past d'Alonso Filomeno Mayo (en) : le maire
- 2005 : Hitters Anonymous d'Alonso Filomeno Mayo (en) : Theodore Swan
- 2005 : Pit Fighter, de Jesse V. Johnson (en) : Manolo
- 2005 : La Fiesta del chivo, de Luis Llosa : Viñas
- 2006 : Dead Lenny de Serge Rodnunsky : Lenny Long
- 2006 : Venus & Vegas de Demian Lichtenstein : Francis
- 2006 : Ladrones y mentirosos (en) de Ricardo Méndez Matta : Oscar
- 2006 : Adieu Cuba (The Lost City), de Andy García : le capitaine Castel
- 2008 : Mutants : Marcus Santiago
- 2009 : En territoire ennemi 3 : Mission Colombie (Behind Enemy Lines: Colombia), de Tim Matheson : le général Manuel Valez
- 2010 : Toxic
- 2011 : Pimp Bullies : M. Watson
- 2012 : Werewolf : La Nuit du loup-garou (Werewolf : The beast among us) de Louis Morneau : Hyde
- 2013 : A Dark Truth de Damian Lee
- 2013 : Five Thirteen de Kader Ayd

### Comme producteur
- 1999 : My Father's Love